# カールスルーエ中央駅
カールスルーエ中央駅(カールスルーエちゅうおうえき、ドイツ語: Karlsruhe Hauptbahnhof)はドイツ・カールスルーエにある主要鉄道駅である。駅を管理するDB Station&Serviceが区分する基準でカテゴリー1に位置する駅で、各線が接続するターミナル駅として機能している。

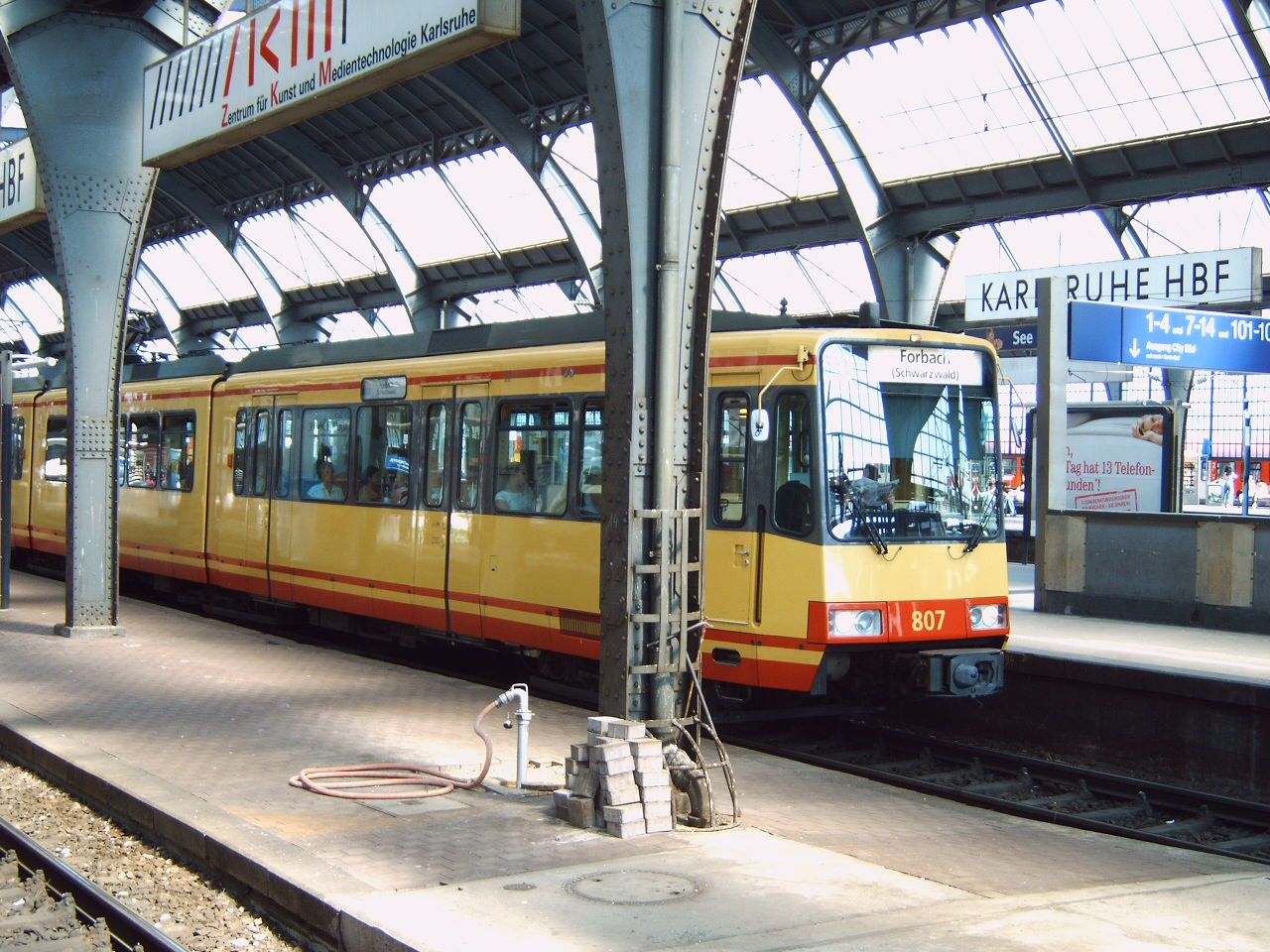
停車中のトラムトレイン

## 歴史
最初の駅はカールスルーエマルクト広場(Karlsruher Marktplatz)の500m南側にマンハイム＝バーゼル線と同時に2本のプラットホームで開業している。開業時は1,600mmの広軌で開業したが、程なくして1,435mmに改軌された。後にマックスアウ、プフォルツハイム、ハイルブロン、レオポルデシュハーフェンへの鉄道路線が開業し、輸送量の増加に伴って、古い駅では対応出来なくなってきた。1913年10月に新しい駅となる現在の駅が、旧駅の約1km南側に設置された。第二次世界大戦中は小規模な被災を受けたが、1990年代以降に駅は大規模な改修が行われカールスルーエモデルと呼ばれるトラムトレインが導入された。また、1日に150本の長距離列車が発着している。